# 시흥시의회
시흥시의회는 경기도 시흥시 지역을 관할하는 기초의회이다.